# Johann Naldi
 (août 2024).
Johann Naldi est un galeriste parisien, auteur et chercheur spécialisé dans les productions artistiques du XIXe siècle.
Il est notamment connu pour avoir redécouvert en 2017, dans une collection particulière, des œuvres inédites du mouvement des Arts incohérents, parmi lesquelles le Combat de nègres pendant la nuit, tableau de Paul Bilhaud,, classées Trésor national en avril 2021 à la demande du musée d'Orsay,.

## Formation
Autodidacte, Johann Naldi entre dans la vie professionnelle dans un EHPAD du sud de la France, où il fait la rencontre du peintre belge Pierre Saint-Sorny qui « entreprend de lui inculquer tout ce qu’il sait des arts picturaux ». Il peut ainsi se lancer dans l'achat et la revente, d'abord sur eBay, de toiles et tableaux.
En 2005, il transfère cette activité à Paris où il rencontre Francis Warin, l'un des derniers héritiers de son grand-oncle Alphonse Kann, dont les riches collections ont été l'objet de spoliation d'œuvres d'art par le régime nazi. Warin, qui a alors 75 ans, initie Naldi à la recherche d'œuvres d'art perdues.
Il est membre de la Chambre syndicale de l’estampe, du dessin et du tableau (CSEDT) et du Syndicat national de la librairie ancienne et moderne (SLAM).

## Recherches d'œuvres perdues
Dans un ouvrage dont il est le dédicataire, l'essayiste Michel Onfray qualifie Johann Naldi d'« authentique découvreur de trésors ». Johann Naldi entame ses recherches par la redécouverte d'un tableau inédit de Théodore Géricault, La Main gauche de l'artiste, qui sera finalement exposé au musée de la Vie romantique en 2015.

### Courbet

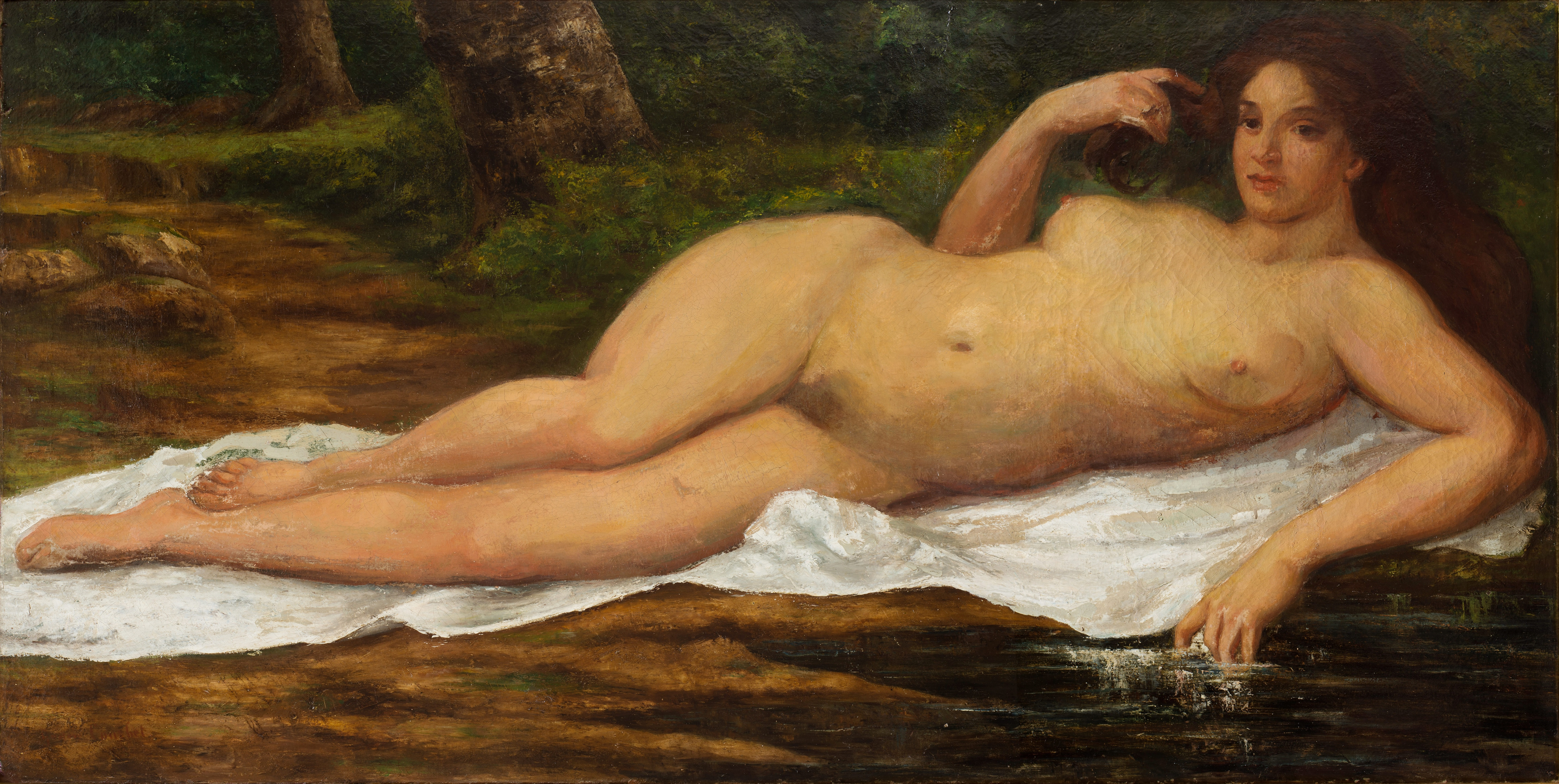
Femme nue couchée au bord de l'eau ou La Grande Baigneuse, achetée en 2013. L'attribution de cette toile de 1869 à Gustave Courbet fait débat.

À partir d'avril 2023, une nouvelle découverte de Johann Naldi est relatée par la presse (Arte, Le Figaro, Le Figaro magazine, Nice-matin, ...), un nu féminin inédit de Gustave Courbet,,,. L'oeuvre en question, intitulée Femme nue couchée au bord de l'eau,, a été exposée au musée Courbet d'Ornans à l'occasion du bicentenaire de la mort du peintre. Présentée aux enchères en 2023, la toile est retirée de la vente sans qu'aucune enchère n'ait été enregistrée.

### Arts incohérents
En 2017-2018, Johann Naldi découvre, dans une collection particulière, un ensemble d'œuvres des Arts incohérents,.En mai 2021, ces œuvres sont classées trésors nationaux par le ministère de la Culture. En avril 2022, elles sont brièvement exposées à l'Olympia. Le 15 avril 2022, le journal Libération publie un article qui fait état de doutes, émis sans conclusion définitive, indiquant que la découverte fortuite dans une malle dans un grenier serait incertaine,. Johann Naldi publie un droit de réponse le 13 juillet dans lequel il argue du classement des œuvres inédites des Arts incohérents — dont le Combat de nègres pendant la nuit — au titre de Trésor national par le ministère de la Culture après « un très long processus de vérification qui voit se succéder pas moins d'une quinzaine de conservateurs du musée d'Orsay, l'ensemble des membres de la commission consultative des trésors nationaux, deux conservateurs mandatés par Orsay pour établir des rapports détaillés, ainsi qu'une ingénieure du Centre de Recherche et de Restauration des Musées de France (C2RMF). 
Le catalogue d'une exposition organisée à l'ING Art Center de Bruxelles mentionne la découverte : « la redécouverte en 2018 de 17 œuvres des Arts incohérents dont le monochrome noir de Paul Bilhaud, Combat de nègres dans un tunnel [sic] (1882), qui aurait peut-être inspiré Kasimir Malevitch pour son Carré noir (...) ». 
En novembre 2023, l'historien et artiste plasticien Arnaud Labelle-Rojoux publie un large extrait d'un entretien réalisé avec le professeur Denys Riout, spécialiste de la peinture monochrome, initialement paru dans la revue Switch on paper, dans lequel Riout stipule : « Voir les objets, ça change complètement les choses, parce que l'imaginaire que l'on s'était forgé naît de ces descriptions, mais aussi d'un état d'esprit : on se disait, ce sont des amusettes, c'est drôle, c'est sans doute fait à la va-comme-je-te-pousse, sur un coin de table. Quand j'ai découvert les oeuvres, j'ai compris que ce n'était pas ça du tout ! Voir, de ses yeux voir, change la compréhension. Considérablement. [...] À voir ces objets, les regardeurs se recalent. Ils avaient un imaginaire de ces objets mais les objets ne correspondent pas à cet imaginaire. Il leur faut désormais s'adapter à cette réalité nouvelle ». 
Dans un article paru en octobre 2022 dans la revue Critique, Daniel Grojnowski, spécialiste des Arts incohérents, note que Johann Naldi a fourni par ses travaux de recherche à l'essayiste Michel Onfray un dossier documentaire de qualité. Thuriféraire de la « découverte historique » de Johann Naldi, qui lui permettrait d'étayer son entreprise de « déboulonnage » des principales figures de l'avant-garde artistique du XXe siècle, Michel Onfray, une semaine après la publication de l'enquête de Libération, considère comme « négationnistes » les chercheurs qui « sèment le doute » en dépit de l'absence d'un faisceau de preuve. Dans son ouvrage consacré aux Arts incohérents, Johann Naldi explore l'hypothèse d'une connaissance du Combat de nègres pendant la nuit par le peintre suprématiste russe Kasimir Malevitch, le monochrome de Paul Bilhaud ayant pu constituer l'une des sources probables du Carré noir sur fond blanc. L'historien Andrew Spira, diplômé du Courtauld Institute et ancien conservateur au Victoria and Albert Museum de Londres, a également soutenu cette hypothèse en reproduisant dans un essai le tableau de Paul Bilhaud redécouvert.
Le 25 janvier 2023, le professeur Astrid Mania de l'université de Hambourg a développé une réflexion quant à l'importance de cette découverte. Dans une récente publication Andréi Nakov, éminent spécialiste de l'œuvre de Kazimir Malevitch et des Avant-gardes russes, soutien que les oeuvres des Arts incohérents exposées par Johann Naldi sont " parfaitement authentiques et intéressantes ". Dans son ouvrage La tradition fumiste, De la marge au centre, publié en 2023, le Professeur Daniel Grojnowski reproduit le monochrome de Paul Bilhaud, relevant plus largement la qualité plastique des oeuvres redécouvertes et classées Trésor national, les rendant ainsi " dignes d'être appréciées différemment ".
Aucune preuve de l'inauthenticité des œuvres n'ayant été administrée par le biais d'une publication rigoureuse à caractère scientifique, les artefacts redécouverts des Arts incohérents sont finalement présentés en avant-première publique mondiale dans l'exposition Henri de Toulouse-Lautrec, Parigi 1881-1901 au sein du Palazzo Roverella de Rovigo, en Italie,, sous le commissariat général de Jean-David Jumeau-Lafond et Francesco Parisi.

### Jacques-Émile Blanche [attribution]:Portrait présumé de Jack l'Éventreur

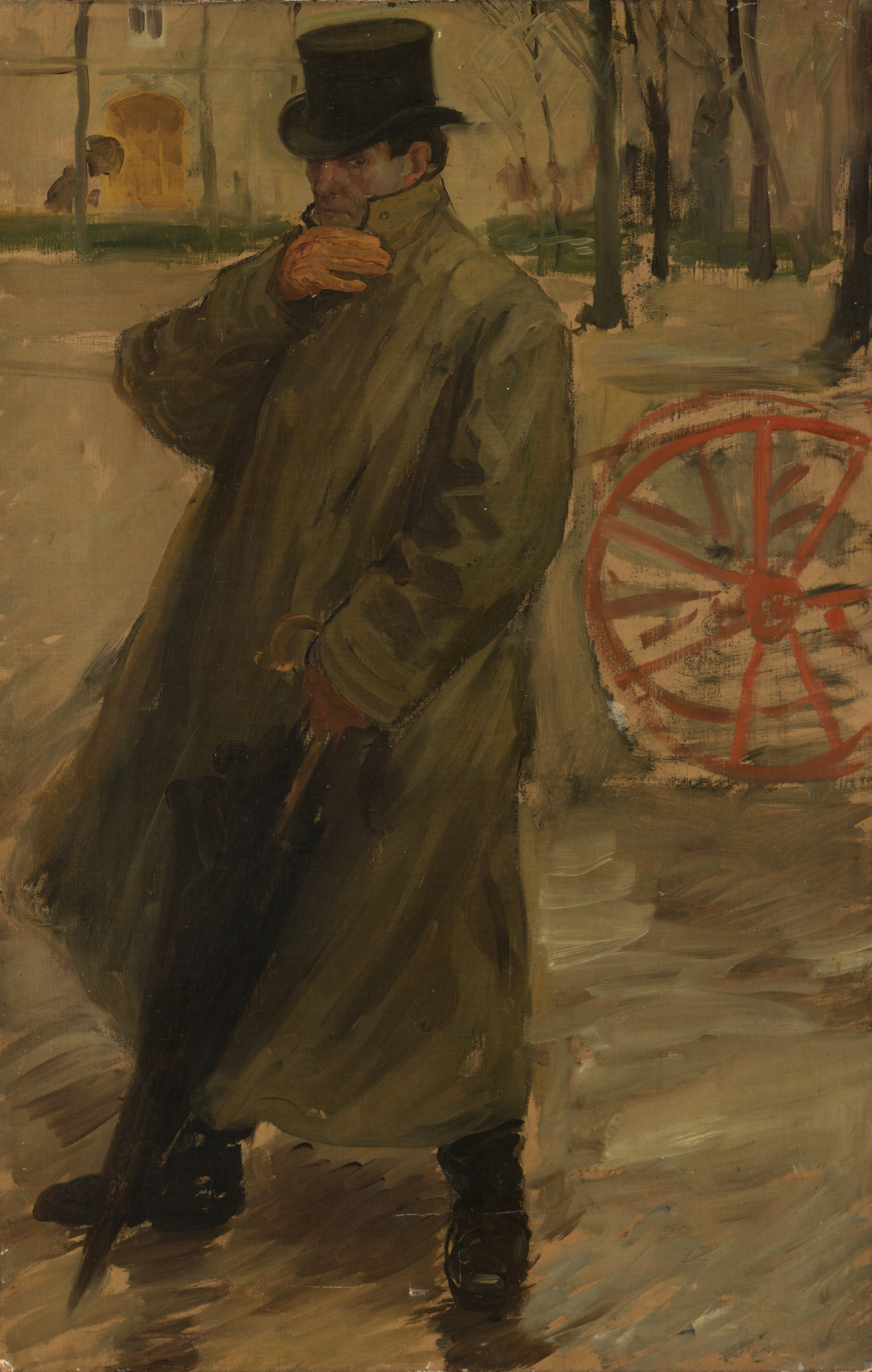
Jacques-Émile Blanche, Portrait de Walter Sickert en Jack l'Éventreur, huile sur toile, 78 x 50 cm.

Johann Naldi affirme qu'un tableau longtemps disparu, qu'il dit avoir retrouvé et attribue au peintre français Jacques-Émile Blanche, est un portrait du peintre Walter Sickert. Comme l'écrivaine Patricia Cornwell en 2002, il affirme que Sickert était Jack l'Éventreur,,.

## Critiques

### Attributions des œuvres
Quelques travaux de Johann Naldi ont fait l'objet de critiques : alors que des doutes subsistent sur l'attribution de La Grande Baigneuse à Gustave Courbet, Johann Naldi a déposé une plainte contre X pour des chefs de harcèlement moral en ligne et entrave à l’adjudication publique après que le tableau n'a pas trouvé preneur lors de sa vente aux enchères en 2023. Son attribution du Sapeur du 1er régiment de hussards à Théodore Géricault, bien qu'exposé en 2024 au Musée de la vie romantique sous le commissariat de l'historien de l'art Bruno Chenique, spécialiste du peintre, n'a pas fait non plus l'unanimité. Cependant, la restauratrice Laurence Baron, restauratrice du patrimoine pour le musée du Louvre qui a travaillé sur le tableau, a déclaré  : « Je n’ai pas d’autorité pour faire une attribution. (...) La matière est complètement conforme à l’époque, elle m’est familière, elle peut être de Géricault ». Pour sa part, Naldi a considéré que la "polémique Géricault n'était rien d'autre qu'une tentative de sabotage d'une farandole de crétins parisiens, grandement composée de petits mafiosi du marché de l'art".
Le journaliste Didier Rykner, connu dans le milieu pour ses positions arrêtées et la défense, jugée parfois excessive, d'une forme de conservatisme et pratiquant, selon l'architecte en chef des monuments historiques Jacques Moulin, un journalisme d'intimidation, a jeté le doute sur certains travaux de Johann Naldi : « Courbet, Géricault, Jack l’Eventreur, on ne sait plus où donner de la tête (...). Son truc, c’est de prendre un tableau quelconque et, par l’histoire qu’il construit autour, de le transformer en œuvre importante. ».  
Pour autant, de nombreuses oeuvres inédites redécouvertes ou présentées par Johann Naldi ont été exposées ou acquises par des institutions muséales, parmi lesquelles le musée d'Orsay, le Louvre, le musée des Beaux-arts de Bastia, le musée Courbet, la Bibliothèque Nationale de France ou le musée La Piscine de Roubaix,. 

### Autopromotion
Contacté par le journal Libération qui croit voir sa signature sous le pseudonyme de Wikinizan12, Johann Naldi ne dément pas être l'auteur de plusieurs entrées de sa propre page wikipédia : « Je suis en effet adepte de l’autopromotion. », déclare-t-il.

## Ouvrages publiés
- Johann Naldi (dir.), Arts incohérents - Découvertes et nouvelles perspectives, Paris, Lienart éditions, 2022.
- Johann Naldi, avec la collaboration de Rodolphe Trouilleux, Hors cadre, éditions Herscher / Humensis, 2023.
- Johann Naldi, Catalogue raisonné des œuvres inédites et retrouvées des Arts incohérents (à paraître aux éditions Lienart)[50].
- Johann Naldi, L'Unique Portrait de Jack l'Éventreur, Éditions de l'Observatoire, 2024.